# Sciroppo di tarassaco

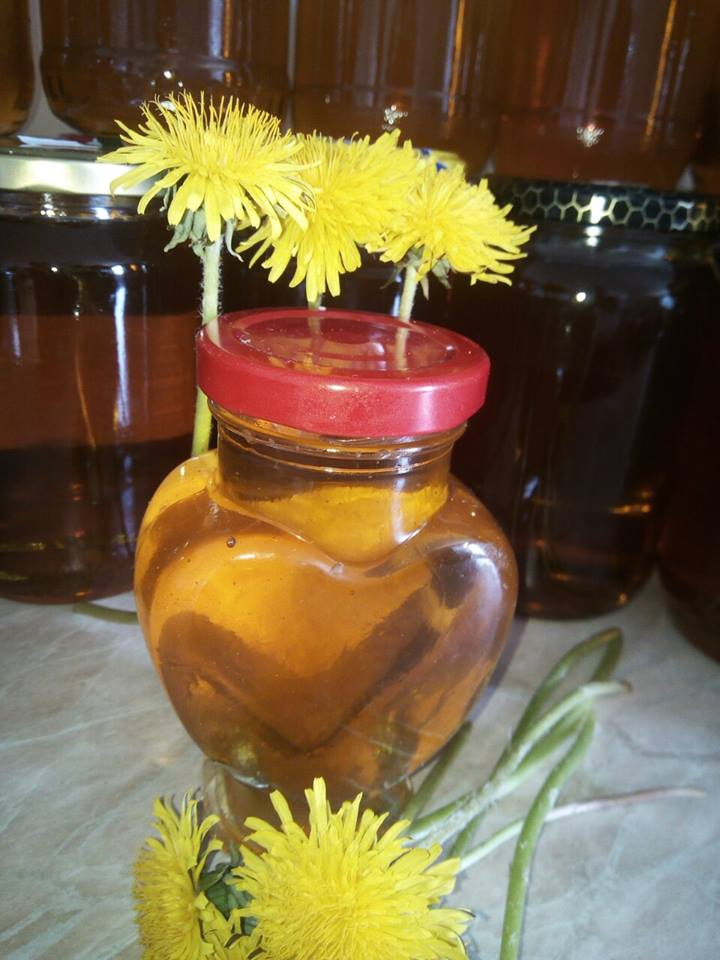
Sirope de diente de león

El sirope o jarabe de diente de león (en italiano, sciroppo di tarassaco; en alemán, löwenzahnsirup o löwenzahnhonig; en friulano sirop di tàle , en inglés jaramago ), o también jalea de diente de león (gelatina di tarassaco) es un producto típico de los Alpes italianos, de donde es nativa esta planta floral (Taraxacum officinale). Por su color, dulzura y densidad también se le llama impropiamente «miel» de diente de león, aunque esto puede llevar a confundirse con la miel de producen las abeja que polinizan plantas de diente de león.
El sciroppo di tarassaco se obtiene hirviendo flores de diente de león en agua, con la adición de azúcar y limón (o ácido cítrico). Se utiliza como bebida, como edulcorante, pero también, tradicionalmente, como remedio para el dolor de garganta o como diurético. En particular, en Italia es reconocido como un producto agroalimentario tradicional tanto en Alto Adigio como en Friuli-Venezia Giulia.